# Alita Group
Pour les articles homonymes, voir Alita.
Alita est une entreprise lituanienne fondée en 1963 et basée à Alytus, et faisant partie de l'OMX Vilnius, le principal indice de la bourse de Vilnius. Alita est une entreprise de vins et spiritueux produisant cidres, brandys, vins, vodkas, cocktails alcoolisés et exporte notamment en Allemagne, Lettonie, Japon, Estonie et Pologne.